# XXIII Cuerpo de Ejército (Bando republicano)
El XXIII Cuerpo de Ejército fue una formación militar perteneciente al Ejército Popular de la República que luchó durante la Guerra Civil Española. Durante la contienda no llegó a tomar parte en operaciones militares de relevancia.

## Historial
La unidad fue creada en otoño de 1937, a partir de fuerzas del frente de Andalucía. Cubría el frente que iba desde Sierra Nevada al mar Mediterráneo. A partir de noviembre de 1937 el teniente coronel José María Galán asumió el mando de la formación.
Tuvo su cuartel general cerca de Guadix, en la provincia de Granada.
El XXIII Cuerpo de Ejército pasó a quedar compuesto por las divisiones 23.ª y 71.ª, contando con algunas unidades de reserva. La unidad pasó a quedar adscrita al recién creado Ejército de Andalucía. Más adelante, Galán sería sustituido en el mando por el teniente coronel Juan Bernal Segura. Durante el resto de la contienda no participó en operaciones militares de relevancia.

## Mandos
Comandantes
- teniente coronel de carabineros José María Galán Rodríguez;[6]
- teniente coronel de Estado Mayor Juan Bernal Segura;[7]

Comisarios
- Juan Aresté Amiñoso, del PCE;[8]
- Álvaro Peláez Antón, del PCE;

Jefes de Estado Mayor
- teniente coronel de caballería Juan Forés Puig;[6]
- teniente coronel de caballería Gabriel Izquierdo Jiménez;
- teniente coronel de infantería Narciso Sánchez Aparicio;[9]